# Concha Martínez Barreto
Concha Martínez Barreto (Fuente Álamo de Murcia, 1978) es una artista española. Su obra ha formado parte de exposiciones individuales y colectivas en espacios y ferias como Arco, el Museo Carmen Thyssen Málaga o la Galería Charlie Smith de Londres, entre otras.

## Trayectoria
Martínez Barreto nació en la localidad española de Fuente Álamo de Murcia. Se licenció en Bellas Artes por la Facultad de San Carlos de la Universidad Politécnica de Valencia y también se formó en la Escuela de Bellas Artes de Marsella. En su obra ha aplicado diferentes técnicas y medios, como la fotografía, el dibujo, la pintura caracterizándose por una reflexión sobre la fragilidad de la memoria y la propia identidad, las conexiones intergeneracionales, la muerte y el olvido.
Sus obras se han expuesto en muestras individuales como Cuando acaba el día  en el MARCO (Museo de Arte Contemporáneo de Vigo), Festina lente en el Museo Arqueológico de Murcia, Mira mi vida privilegiada en la galería Art nueve, o las exposiciones colectivas Hotel x Hotel en el Museo Carmen Thyssen Málaga y Words that trasform, vibrate and glow en la Galería Charlie Smith, entre otras. También ha participado en varias ferias en diversos países, como Arco o Estampa en Madrid, la Art de Londres, la Volta de Nueva York. La han comisariado, entre otros, Marisol Salanova, Alexandra Baurès, Angela Koulakoglou y Javier Castro Flórez.
En 2015, se publicó la monografía Concha Martínez Barreto. Los nombres en la que los críticos españoles Irene López, Ana Carrasco Conde, Óscar Alonso Molina, Fernando Castro Flórez, Omar Pascual Castillo y Alberto Ruiz de Samaniego analizan su obra. Ese mismo año, con motivo de su exposición BIOGRAFÍA en la sala El Cuarto de Invitados de Madrid, la Editorial MICROMEGAS publicó la obra homónima con textos de Sema D´Acosta, Javier Díaz Guardiola, Miguel Ángel Hernández, Hilario J. Rodríguez y Javier Castro.
En 2022, Martínez Barreto formó parte del jurado de la 50 edición del Concurso Internacional de Pintura Villa de Fuente Álamo de Murcia.

## Reconocimientos
En 2018, la Consejería de Turismo y Cultura de la Región de Murcia, a través del Instituto de las Industrias Culturales y las Artes le concedió la beca de Artes Plásticas de 2018 en apoyo al desarrollo de proyectos de formación, investigación y producción-exhibición. Ese mismo año, recibió la Beca de Producción Espai Rambleta por su proyecto artístico El verdadero viaje, cuya exposición homónima fue comisariada por Marisol Salanova. En 2021, la organización VEGAP, dentro de su iniciativa S.O.S Arte/Cultura, le concedió una ayuda a la creación.

## Publicaciones
- 2015, Concha Martínez Barreto. Los nombres. VV. AA. Newcastle ediciones, ISBN  9788460841661
- 2016, Biografía. Concha Martínez Barreto. VV. AA. Editorial MICROMEGAS, ISBN 978-84-945951-6-5
- 2017, Concha Martínez Barreto. La hoja invernal. VV. AA. Editado por Ayuntamiento de Fuente Álamo, Dep. Legal MU-1092-2017
- 2017, Algunas cosas que eran mías. Concha Martínez Barreto. Texto de Fernando Castro Flórez. Editado por Fundación Cajamurcia, ISBN 978-84-930843-1-8
- 2018, El verdadero viaje. Concha Martínez Barreto. Texto de Marisol Salanova. Editado por Espai Rambleta, ISBN 978-84-09-05662-0
- 2019, Concha Martínez Barreto. Paintings 2016 - 2019. Textos de Zavier Ellis y Alberto Ruiz de Samaniego. Editado por Fundación Newcastle, ISBN 978-84-948480-6-3
- 2020, Letters I didn´t write. Concha Martínez Barreto. Texto de Fernando Castro Flórez. Editado por CHARLIE SMITH LONDON.
- 2022, Mujeres creadoras. Dibujo, trazo y discurso. VV. AA. Editorial Comares, ISBN 978-84-1369-350-7